# Eleodes tenuipes
Eleodes tenuipes es una especie de escarabajo del género Eleodes, tribu Amphidorini, familia Tenebrionidae. Fue descrita científicamente por Casey en 1890.
Se mantiene activa durante los meses de abril, mayo, junio, agosto, septiembre, octubre y noviembre.

## Descripción
Mide 39 milímetros de longitud.

## Distribución
Se distribuye por Estados Unidos y México.